# Pfarrhof Grafenhausen

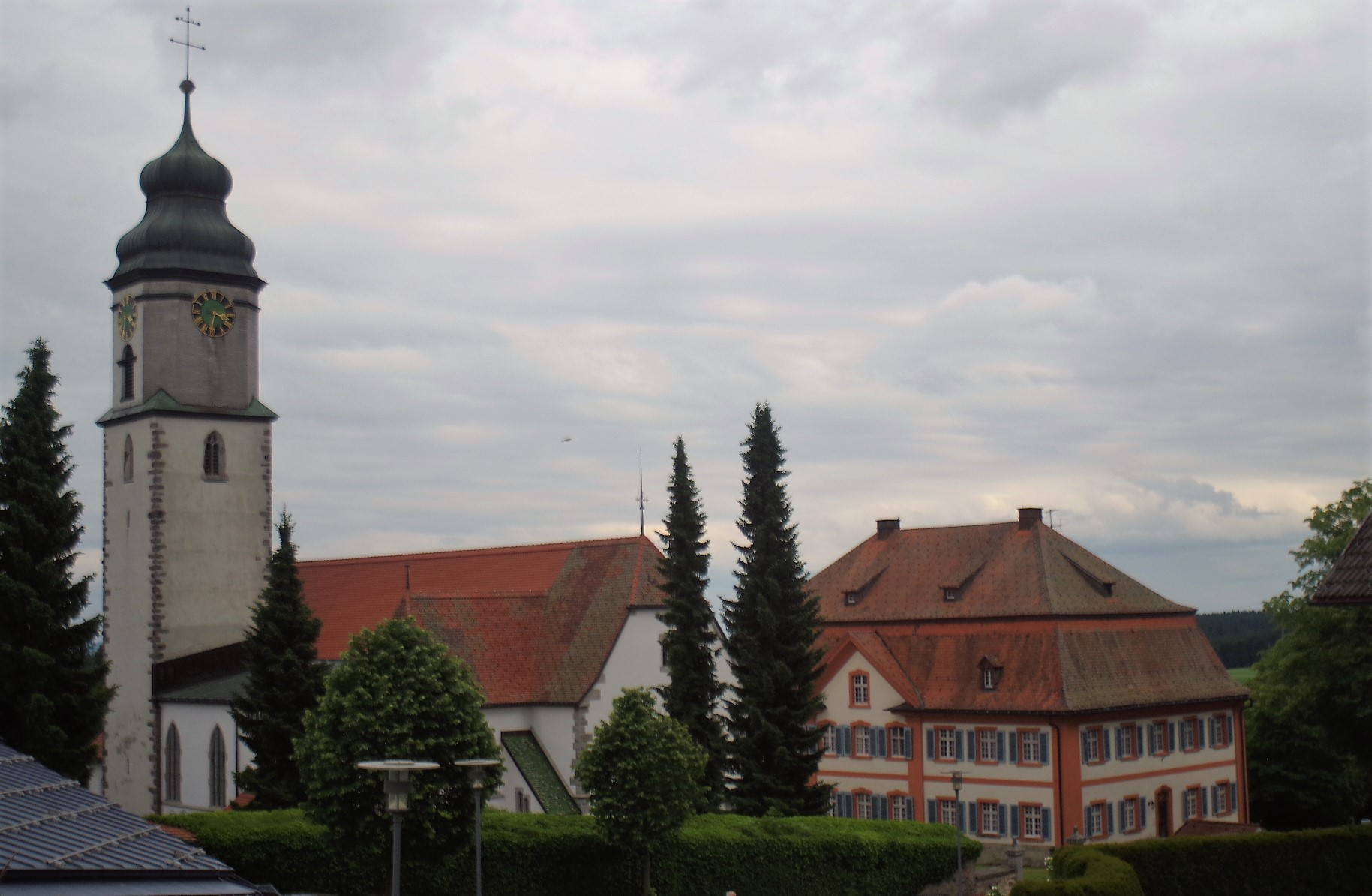
Kirche und Pfarrhof in Grafenhausen

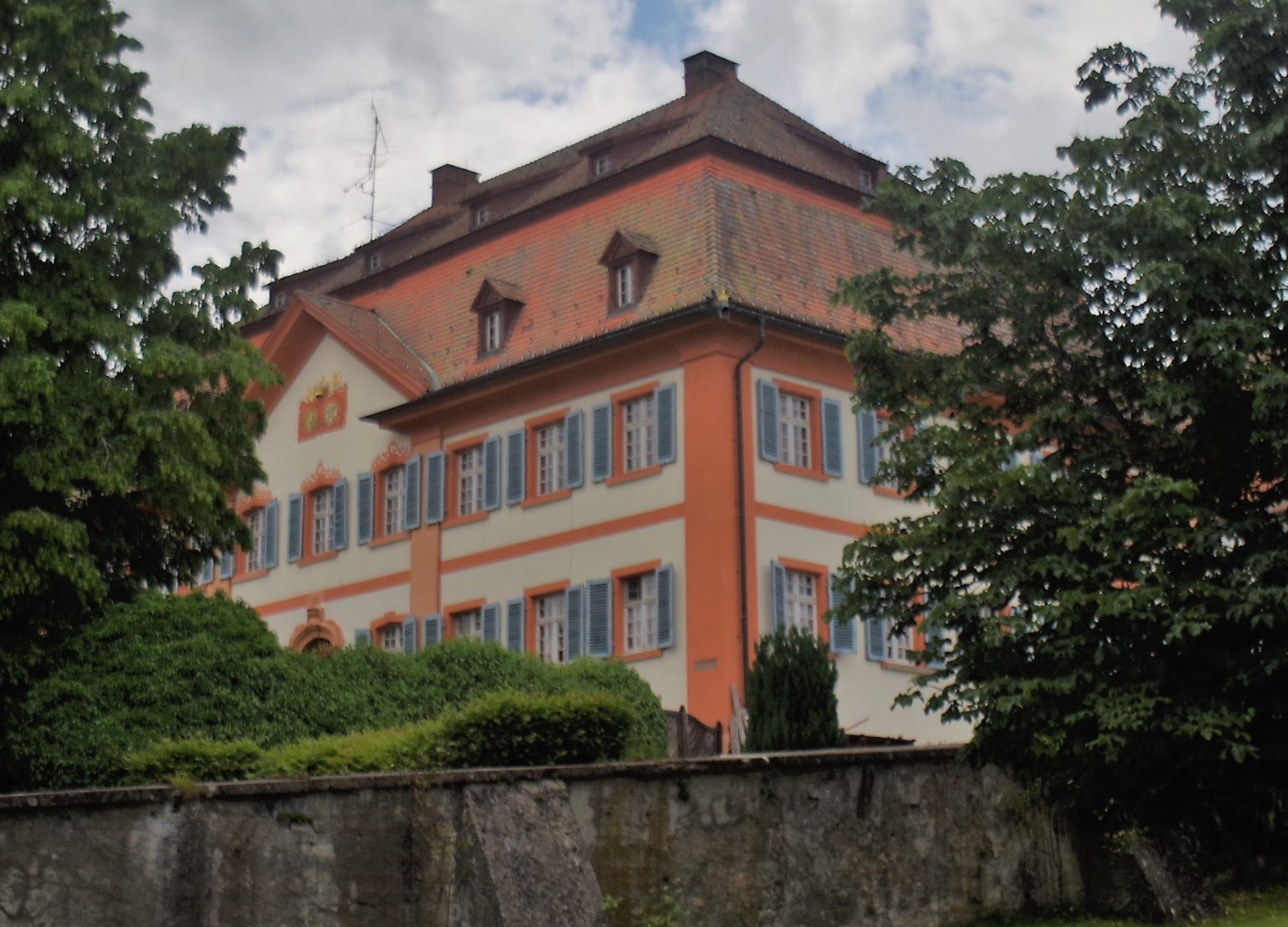
Talseite

Der Pfarrhof Grafenhausen, auch Pfarrhaus Grafenhausen oder Probstei Grafenhausen, ist ein historisches Bauwerk in Grafenhausen im Südschwarzwald im Landkreis Waldshut. 
Am 14. Mai 1763 bestimmte Abt Meinrad Troger persönlich den Bauplatz für den neuen Pfarrhof in Grafenhausen, etwa an der Stelle des einstigen Klosters St. Fides. Der Polier und Baumeister Ferdinand Weitzenegger, der ab 1761 selbständig und zuvor Palier bei Franz Anton Bagnato gewesen war, erhielt den Auftrag. Kurz zuvor war auch das ähnlich gestaltete Schloss Bürgeln entstanden. Einheimische Handwerker und Künstler, darunter der Hafnermeister Johann Baptist Nüßle, führten den Bau aus. Nach einem Brand im Jahr 1928 zeigt sich das Gebäude heute wieder renoviert.
Das Bauwerk besitzt die stattliche Länge von 26 m und eine Breite von 16,5 m. Über einem gewölbten, in seiner Grundform rechteckigen Kellergeschoss erheben sich zwei Stockwerke mit einem wuchtigen Mansarddach, dessen zum Tal gerichtete Längsseite wie in Bürgeln durch einen symmetrisch angeordneten Giebel betont wird. Gleich wie in Bürgeln ist auch die sonstige Gestaltung. Eine Weiterentwicklung bilden die hier plastisch ausgeformten Lisenen. Die Stelle einer Uhr vertritt hier ein Wappen. Die vier als Drachen gestalteten Wasserspeier schuf der Spengler Franz Joseph Fritz aus Birkendorf. Den Dachstuhl fertigte der Hofzimmermeister Joseph Müller. Die Glaser- und Schreinerarbeiten stammten von Konrad und Lorenz Pfluger, ebenfalls aus Birkendorf. Von den zahlreichen prächtigen Kachelöfen Nüßles konnte nur einer nach dem Brand geborgen werden, auch das furnierte Parkett ging verloren. Das Wappen im Giebel schuf der aus Stühlingen stammende Franz Joseph Rößler, es zeigt den springenden Hirsch des Klosters St. Blasien und das Wappen Meinrads. Die Stuckarbeiten fertigte Lucius Gambs aus Schnifis. Insgesamt fiel der Bau so prächtig aus, dass man sich genötigt sah, auch die Kirche neu zu gestalten, damit es nicht gar zu unterschiedlich wirkte. Dies war aber die Aufgabe des nachfolgenden Abtes, Martin Gerbert. 